# ستيف كروفورد
ستيف كروفورد (بالإنجليزية: Steve Crawford) هو لاعب كرة قاعدة أمريكي، ولد في 29 أبريل 1958 في بريور كريك في الولايات المتحدة.

## وصلات خارجية
- ستيف كروفورد على موقعبيزبول رفرنس.كوم (الدوري الرئيسي) (الإنجليزية)
- ستيف كروفورد على موقعبيزبول رفرنس.كوم (الدوري الثانوي) (الإنجليزية)